# I bambini della sua vita
I bambini della sua vita è un film del 2010 diretto da Peter Marcias.

## Riconoscimenti
- 2011 - Globo d'oro
  - Miglior attrice a Piera Degli Esposti